# Asakawa
Asakawa (浅川町?) è una cittadina giapponese della prefettura di Fukushima.